# Сарыбай, Кайрат Шораевич
Кайрат Шораевич Сарыбай (в некоторых источниках Шораулы; 8 июня 1966, Алма-Ата, Казахская ССР, СССР) — казахстанский государственный деятель, дипломат.

## Биография
Родился 8 июня 1966 года в Алма-Ате. Сын члена-корреспондента НАН РК (1983) Сарыбаева Шоры Шамгалиевича. Происходит из подрода буганай рода байбакты племени байулы.
В 1988 году окончил Ленинградский ордена Ленина государственный университет имени А. А. Жданова по специальности филолог-востоковед.
- С 1988 по 1989 год — сотрудник Института уйгуроведения АН Казахской ССР.
- С 1989 по 1991 год — стажёр-исследователь Ленинградского Отделения Института языкознания АН СССР.
- С 1991 по 1992 год — второй секретарь консульского управления Министерства иностранных дел Казахстана.
- С 1992 по 1994 год — третий секретарь посольства Казахстана в Турции.
- С июня 1994 года — советник информационно-аналитического управления МИД Казахстана.
- С октября 1994 по 1996 год — второй секретарь посольства Казахстана в Турции.
- С 1996 по 1997 год — руководитель Протокольной службы Президента РК.
- С 1997 по 1998 год — пресс-секретарь Президента РК, руководитель пресс-службы Президента РК.
- С 1998 по 1999 год — вице-министр иностранных дел РК.
- С 1999 по 2003 год — Чрезвычайный и Полномочный Посол Республики Казахстан в Турции.
- С 2003 по 2007 год — Чрезвычайный и Полномочный Посол Республики Казахстан в Германии.
- С 19 сентября 2007 по 26 декабря 2008 года — заместитель министра иностранных дел РК[2].
- С февраль 2008 года|февраля 2008 года — национальный координатор по вопросам взаимодействия с Европейским союзом.
- С 26 декабря 2008 по 9 сентября 2010 года — помощник Президента РК[3].
- С 9 сентября 2010 по 4 февраля 2014 года — заместитель министра иностранных дел РК[4][5].
- С 4 февраля 2014 по 30 сентября 2020 года — Чрезвычайный и Полномочный Посол Казахстана в Австрии, а также Постоянный представитель Казахстана при международных организациях в Вене[6][7].
- С 11 августа 2014 по 30 сентября 2020 года — Чрезвычайный и Полномочный Посол Казахстана в Республике Словения (по совместительству)[8].
- 24 сентября 2020 года — на специальной Встрече Министров иностранных дел Совещания по взаимодействию и мерам доверия в Азии (СВМДА) утвержден Исполнительным Директором Секретариата СВМДА[9].

Владеет казахским, русским, английским, турецким и немецким языками.

## Семья
- Жена: Махат Лейла Болаткызы
- Дети: сын — Елден (1989 г.р.), дочь — Дария (1999 г.р.), сын — Темирлан (2010 г.р.), дочь — Инара (2012 г.р.).

## Награды
Награды Казахстана
| Страна    | Дата | Награда                                                                                    |
| --------- | ---- | ------------------------------------------------------------------------------------------ |
| Казахстан | 1998 | Медаль «Астана»                                                                            |
| Казахстан | 2001 | Медаль «10 лет независимости Республики Казахстан»                                         |
| Казахстан | 2005 | Медаль «10 лет Конституции Республики Казахстан»                                           |
| Казахстан | 2006 | Медаль «За трудовое отличие»                                                               |
| Казахстан | 2008 | Медаль «10 лет Астане»                                                                     |
| Казахстан | 2011 | Кавалер ордена «Курмет»                                                                    |
| Казахстан | 2011 | Медаль «20 лет независимости Республики Казахстан»                                         |
| Казахстан | 2015 | Медаль «20 лет Конституции Республики Казахстан»                                           |
| Казахстан | 2016 | Кавалер ордена «Достык» 2 степени                                                          |
| Казахстан | 2016 | Медаль «25 лет независимости Республики Казахстан»                                         |
| Казахстан | 2016 | Медаль имени Назира Тюрякулова «За вклад в развитие внешней политики Республики Казахстан» |
| Казахстан | 2017 | Медаль «25 лет дипломатической службе Республики Казахстан»                                |
| Казахстан | 2018 | Медаль «20 лет Астане»                                                                     |
| Казахстан | 2018 | Нагрудный знак «Үздік мемлекеттік қызметкер»                                               |
| Казахстан |      | Почётная грамота Сената Парламента Республики Казахстан                                    |

Награды иностранных государств
| Страна   | Дата вручения | Награда                                                                             | Награда                                                                             | Литеры |
| -------- | ------------- | ----------------------------------------------------------------------------------- | ----------------------------------------------------------------------------------- | ------ |
| Германия | 2007          | Кавалер Большого креста ордена «За заслуги перед Федеративной Республикой Германия» | Кавалер Большого креста ордена «За заслуги перед Федеративной Республикой Германия» |        |
| Чехия    | 2008          | Памятная медаль «Карела Крамаржи»                                                   | Памятная медаль «Карела Крамаржи»                                                   |        |

Награды международных организаций:
- медаль Шанхайской организации сотрудничества;
- медаль Совещания по взаимодействию и мерам доверия в Азии;
- медаль Международной организации тюркской культуры «TÜRKSOY»
- медаль Центральноазиатского регионального информационного координационного центра.